# Pedagogija javne sfere
Pedagogija javne sfere (PSP) predstavlja pristup obrazovnom angažmanu koji povezuje aktivnosti u razredu s građanskim angažmanom u stvarnom svijetu. Fokus programa je povezivanje školskih zadataka, sadržaja i čitanja sa suvremenim javnim temama. Ono što se traži od učenika je da zajedno s vanjskim sudionicima sudjeluju u različitim oblicima diskursa u javnoj sferi i sferi demokratskog sudjelovanja, kao što su sastanci u gradskoj vijećnici i događanjima javne rasprave. Na taj način i kroz ta događanja, studenti vježbaju građanski angažman i građanski diskurs.

## Teorijske osnove

### Teorija javne sfere
Pedagogija javne sfere teorijski je utemeljena na konceptualizaciji javne sfere Jürgena Habermasa.[nedostaje izvor] U svom temeljnom djelu Strukturalna transformacija javne sfere, Habermas je zamislio javnu sferu kao inkluzivan diskurzivni prostor u kojem se građani društva okupljaju, raspravljaju i debatiraju o aktualnim problemima. Habermas je tvrdio da europska buržoaska javna sfera koja se pojavila u kavanama i salonima 18. stoljeća predstavlja idealizirani oblik javne sfere. Pojedinci koji sudjeluju u raspravama u tim prostorima dijelili bi i raspravljali o svojim stavovima jedni s drugima. Habermas tvrdi da je taj dijalektički susret bio važan dio društvenog života gdje su pojedinci, kao dio šire javnosti, mogli konstruirati javno mnijenje kroz kritički racionalni diskurs. Habermas je tvrdio da su te rasprave služile za popunjavanje jaza između države i naroda stvaranjem onoga što je on nazvao „građanskim društvom”. Nadalje, Habermas je tvrdio da je funkcionalna javna sfera ključna za održavanje zdravog demokratskog poretka i deliberativne demokracije.
Takav tradicionalni pojam javne sfere licem u lice razvio se s izumom internetskih tehnologija. Javna sfera više ne zahtijeva fizičko okruženje te se može manifestirati u kibernetskom prostoru. Rasprave u kafićima koje je tada idealizirao Habermas proširile su se na blogove, forume za raspravu i online video zapise. Henry Giroux posebno govori o ulozi novih medija u javnoj sferi i javnoj pedagogiji. Međutim, znanstvenici raspravljaju o tome predstavlja li računalno posredovana komunikacija u online okruženju zapravo funkcionalnu javnu sferu ili samo javni prostor.

## Primjene

### Sastanak u gradskoj vijećnici
Sastanci u gradskoj vijećnici su jedan od načina na koji je pedagogija javne sfere integrirana u sami kurikulum. To se događanje prvi puta održalo na Sveučilištu California State u Chicu 2007. godine. Učenici razreda koji sudjeluju u događanju Gradske vijećnice dobivaju zadatak da istražuju i pišu o kontroverznim temama. Učenici se tada okupljaju s kolegama iz razreda, učenicima iz drugih razreda, nastavnicima i vanjskim sudionicima. Tijekom sastanka u gradskoj vijećnici, sudionici prelaze na sesije u odvojenom dijelu kako bi podijelili svoj rad i uključili se u rasprave o svojim temama. Članovi fakulteta i drugi sudionici moderiraju ove rasprave, dijele stručne uvide i pokreću studente prema daljnjem razvoju njihovog rada.

### Velika rasprava
Velika rasprava, kao i sastanci u gradskoj vijećnici, također koristi pedagogiju javne sfere kao svoj temelj. To se događanje prvi puta organiziralo na Sveučilištu California State u Chicu 2010. godine, a od tada se provodi na fakultetu Butte, fakultetu Shasta i fakultetu Chabot. Velika rasprava od učenika iz različitih razreda zahtijeva da istražuju i pišu o nekoj kontroverznoj temi. Teme su bile u rasponu od vode i poljoprivrede do mentalnog zdravlja. Manifestacija je otvorena za javnost. Studenti održavaju individualne i grupne prezentacije, sudjeluju u formalnim raspravama, ulaze u rasprave i prikazuju interaktivne poster prezentacije. Vanjski sudionici i javni službenici sudjeluju kao moderatori, voditelji rasprava i debatanti. U odnosu na sastanke gradske vijećnice, koji se obično održavaju na kampusu, Velika debata održava se u javnim prostorima, uključujući dvorane Gradskog vijeća i javne knjižnice.

### Program „Glasovi studenata”
Program „Glasovi studenata” vrsta je inicijative građanskog angažmana koja se provodi u nekoliko srednjih škola u SAD-u. Nastavni plan i program uključuje srednjoškolce u istraživanje i rješavanje zadataka u učionici o aktualnim pitanjima u vladi i kandidatima na lokalnim izborima. Učenici se zatim povezuju s vanjskim sudionicima putem digitalne javne sfere i sudjeluju u moderiranim događanjima zvanim „Speak Out”. Programi „Glasovi studenata” uspješno su implementirani u nastavne planove i programe u školskim okruzima Seattlea i Pennsylvanije.

## Kritike
Pedagogija javne sfere je inherentno podložna mnogim kritikama Habermasove koncepcije javne sfere. Glavna kritika od strane Habermasove koncepcije je tradicionalno isključiva priroda. Buržoaska javna sfera, kako ju je predstavio Habermas, okarakterizirana je kao izrazito patrijarhalna i nesvjesna postojanja ženskog i plebejskog stila diskursa. Ovdje je zabrinutost da bi model buržoaske javne sfere i primjene pedagogije javne sfere mogle otuđiti učenike i druge sudionike koji nisu navikli na ovu vrstu dijalektičkog iskustva. Uz samu njegovu isključujuću prirodu, pozornost je skrenuta i na Habermasovo privilegiranje hegemonijske javne sfere. Michael Warner tvrdi da buržoaska javna sfera je strukturirana tako da bude ljubazna prema nekolicini privilegiranih koji su činili moćnu višu klasu. Studenti koji sudjeluju u primjeni pedagogije javne sfere dobivaju posebnu obuku u svojim učionicama, dok isto nužno ne vrijedi za vanjske sudionike. Takva specijalizirana obuka studenata izaziva dvije kritike. Prva kritika je da shvaćanje javne pedagogije kao oblika poučavanja riskira brisanje pluraliteta koji je središnji postojanju javnosti. Obučavanje samih pojedinaca kako da budu „dobri” građani propisuje djelovanje na način koji ograničava domet politike i javne sfere. Druga kritika je da shvaćanje javne pedagogije kao oblika učenja riskira zasjenjivanje politike obrazovanjem. Pretvaranje političkih i društvenih pitanja u probleme učenja individualizira probleme umjesto da ih čini odgovornošću same javnosti.